# Премрл, Янко
Янко Францевич «Войко» Премрл (серб. Јанко Франце "Војко" Премрл, словен. Janko Franca "Vojko" Premrl; 29 февраля 1920, Шентвид — 26 февраля 1943, Идрийска-Бела) — югославский словенский партизан, участник Народно-освободительной войны Югославии. Народный герой Югославии. Племянник Станко Премрла — священника и композитора, автора музыки к гимну Словении.

## Биография
Родился 29 февраля 1920 в селе Шентвид близ Випавы в Приморской Словении. До Второй мировой войны учился в экономическом колледже в Гориции. Отец его был изключён из школы после того, как устроил драку с группой профашистски настроенных молодых итальянцев. Сам Янко служил в итальянской армии с 1940 по 1941 годы, в январе 1942 года покинул армию по состоянию здоровья (помощь ему оказывал местный антифашист Иван Косовел).
В 1941 году, ещё будучи военнослужащим итальянской армии, Янко вступил в Освободительный фронт Словении. Итальянцы каким-то образом узнали о предательстве Янко и сожгли его дом, арестовав его семью и отправив их в лагерь. В мае 1942 года фашистский особый суд Рима приговорил заочно Янко Премрла к смертной казни. 20 августа Премрл был объявлен в розыск: за его голову была обещана награда в размере 50 тысяч итальянских лир.
Вскоре Янко вступил в Приморскую партизанскую роту 3 февраля 1942, где служил в течение трёх месяцев и принял участие в восьми военных операциях. Среди партизан получил кличку «Войко». Позднее Премрл был назначен заместителем командира 17-й словенской бригады имени Симона Грегорчича, а 13 февраля 1943 решением Штаба приморской оперативной зоны был назначен командиром 1-й приморской бригады имени Андрея Лахнара.
22 февраля 1943 в битве при Идрийске-Беле Янко был ранен, а спустя четыре дня, 26 февраля, умер от полученных ранений. После войны был похоронен в Любляне на Кладбище народных героев. Посмертно ему присвоили воинское звание Народного героя Югославии 18 апреля 1944 по распоряжению АВНОЮ. 16-я словенская бригада была названа в его честь.
На месте, где Янко получил смертельное ранение, был воздвигнут памятник. В 1949 году на холме Нанос был возведён музей под именем «Войкова хижина» (серб. Војкова колиба), рядом с ним был установлен бюст Янко. Его именем также была названа улица в люблянском районе Бежиград.